# Quitman megye (Mississippi)
Quitman megye az Amerikai Egyesült Államokban, azon belül Mississippi államban található. Megyeszékhelye Marks, legnagyobb városa Lambert. Lakosainak száma 6176 fő (2020. április 1.). Quitman megye Tunica, Tallahatchie, Panola és Coahoma megyékkel határos.

## Népesség
A megye népességének változása:
| Lakosok száma | 8178 | 8023 | 7798 | 7803 | 7486 | 6176 |
|               | 2010 | 2011 | 2012 | 2013 | 2015 | 2020 |